# Бабаян Ріма Джавадівна
Ріма Джавадівна Бабаян (1930, село Ханськ Степанакертського району, тепер Нагірний Карабах, Азербайджан — ?) — радянська діячка, бригадир комсомольсько-молодіжної бригади Степанакертської шовкомотальної фабрики Нагірно-Карабаської автономної області Азербайджанської РСР. Депутат Верховної ради СРСР 4-го скликання.

## Життєпис
Народилася в селянській родині. У 1940 році родина переїхала до Степанакерта, де батьки почали працювати робітниками шовкомотальної фабрики. У 1945 році закінчила семирічну школу.
З 1945 року — учениця кокономотальниці, робітниця Степанакертської шовкомотальної фабрики імені 26 комісарів. У 1946 році вступила до комсомолу.
З 1953 року — бригадир комсомольсько-молодіжної бригади Степанакертської шовкомотальної фабрики імені 26 комісарів Нагірно-Карабаської автономної області Азербайджанської РСР.
Подальша доля невідома.